# Клостер, Милтон
Милтон Клостер (нидерл. Milton Klooster; 26 ноября 1996, Влардинген,Нидерланды) — нидерландский футболист, нападающий.

## Карьера
Милтон начал заниматься футболом в юношеской команде «Эксельсиора» из Масслёйса, затем он перешёл в молодёжную команду «Фейеноорда».
В сезоне 2015/16 Клостер выступал за молодёжную команду НЕКа. В начале 2017 года Милтон подписал контракт с «Тренчином». 4 марта 2017 года нападающий провёл дебютную игру в новом клубе, выйдя на замену во втором тайме игры с «Татраном».